# Gabriel EMC
Gabriel EMC es un artista puertorriqueño de música urbana cristiana. Inició en la música en 2014 como hobby, al volver al cristianismo en 2015, el lanzamiento de su primer EP en 2017. Estuvo nominado en los Premios Tu Música Urbano 2020 por su sencillo «Intentemos algo (Remix)» junto a Alex Zurdo.
Ha lanzado cuatro EP, tres álbumes y muchos sencillos hasta la fecha, dándose a conocer por canciones como «Intentemos algo», «Este soy yo», y «No es nuevo», colaborando con Alex Zurdo, El Bima, Indiomar, Lizzy Parra, Manny Montes, Redimi2, entre otros.

## Carrera musical
Gabriel Rodríguez nació en San Juan, Puerto Rico. Su infancia hasta los trece años se desarrollaron en Guaynabo.
Dio inicio a su carrera musical en el año 2015, compartiendo canciones por la plataforma SoundCloud. En 2016, se alió a otros colegas del género, formando parte del grupo C4, junto a Micky Medina, Michael Pratts y Eliud L'Voices.
Su primer proyecto fue el EP Revolución Artística Poética, donde destacó el sencillo «Mi vida» y «Verdades ficticias». Al siguiente año, vio la luz su segundo EP titulado Trance, con el sencillo «Así». Durante un largo periodo, ha lanzado solo sencillos, como «Mi producto», «Saben quienes somos» junto a Madiel Lara y Musiko, «Pasará», «Intentemos algo», «Este soy yo», «Tu amor me encontrará», y ha colaborado en álbumes colaborativos como Summer Eighteen y Summer Nineteen de Reach Records y 116 Clique, ¿Quién contra nosotros? de Alex Zurdo, Solo Rap de Manny Montes, y el sencillo «La Resistencia PR» de Redimi2, entre otras.
Estuvo nominado a Premios Tu Música Urbano en la categoría Canción Cristiana Urbana por la remezcla de «Intentemos algo», esta vez, junto a Alex Zurdo. Ha participado en grandes eventos como La Resistencia PR, el Meet Festival en Guatemala, y recientemente realizó en su tierra natal su primer concierto en medio de la pandemia.
Actualmente, hace parte de los artistas exclusivos del sello Nain Music, con el cual lanzó en 2020 dos EP: «Denme Break» y «Step by Step». logrando los primeros lugares en los charts musicales en emisoras de Iberoamérica, Estados Unidos y el Caribe. Con gran expectativa, Gabriel presentó en 2021 «Amores» y «Bregué mal», el sencillo de su álbum «Agenda», que consta de 16 canciones, todas con vídeo oficial en la plataforma YouTube, dando inicio con este proyecto a una nueva temporada en la vida del artista, que ha recibido gran apoyo internacional de los medios de comunicación y colegas de la industria. En 2022, colaboró con Redimi2 para el sencillo "Sigo Aqui".
Hace unos meses, Gabriel anunció por sus redes que pronto tendría su concierto individual en Puerto Rico en el Coca Cola Music Hall y será el 27 mayo, por lo que para la preparación, Gabriel lanzará un EP y un álbum antes de esa fecha, posiblemente titulado Otro Trance como continuación de su EP de 2018. En este periodo, han salido varios temas con Gabriel como invitado, los cuales son: «Te Necesito (Remix)» de Christian Ponce, donde fue su primera oportunidad de colaborar con él y con Alexxander; «100x35» de Redimi2 junto a varios exponentes de la isla de los cuales destacan Alex Zurdo, Borrero y Joeky Santana; y «Palos y Fuletes (Remix)» de Alwin Vázquez.
En 2023, recibió varias nominaciones en Premios Tu Música Urbano. Formó parte del equipo de JJ Barea junto a para el Juego de las Estrellas de la liga puertorriqueña de baloncesto BSN.

## Discografía

### Etapas de Gabriel EMC
Desde sus inicios Gabriel se ha caracterizado por traer proyectos grandes junto a productores de muy buena calidad. Para clasificar su carrera lo hemos dividido en diferentes etapas:
- Revolución Artística Poética (mitades del 2015-finales del 2016): el inicio de esta etapa se marca con la primera canción cristiana de Gabriel la cual se llama “Vivirmela[13]” que fue producida por Wiso Rivera y finaliza con la salida del EP “Revolución Artística Poética (RAP)”. La mayoría canciones de este periodo solo se pueden encontrar por SoundCloud.[13] ya que ahí era su plataforma principal. En esta etapa Gabriel tuvo sus primeras colaboraciones con personas como: Gilo, Jseven, Kombo the X Writter y se unió al grupo C4[14] conformado por Eliud L’Voices, Micky Medina y Michael Pratts. El EP ”Revolución Artística Poética” fue totalmente producido por Wiso Rivera, tiene siete canciones de rap y salió el 20 de diciembre de 2016 en SoundCloud.[13]
- Post Revolución Artística Poética (finales del 2016-inicios del 2018): está fue una corta época, donde Gabriel no estaba muy activo sacando temas individuales pero tuvo varias colaboraciones que lo ayudaron en su carrera, como lo que fue su canción con Musiko,[18] “Más” la cual fue uno de los impulsores más grandes en su carrera contando con 11 millones de vistas en YouTube. O también cuando fue invitado al álbum anual de Reach Records, Summer Eighteen  en donde colaboró por primera vez con KB,[40] y Yariel. Otras de sus colaboraciones fueron: Mikey A, Indiomar, Abdi, Omy Alka, Onell Díaz, Dr. P, Manny Montes, entre otros.
- Trance (Inicios del 2018-mitades del 2020): este periodo empieza con el estreno del EP llamado “Trance” y está fue la etapa más larga que tuvo Gabriel ya qué pasó alrededor de dos años sin sacar un proyecto individual (dígase EP o Álbum). “Trance” fue un pequeño EP de cuatro canciones, también de rap pero combinado con ritmos más lentos y algunos con efectos de música electrónica. En este periodo de tiempo Gabriel fue creciendo exponencialmente y llegando a muchos países. Uno de sus mayores éxitos fue ser invitado al álbum de Alex Zurdo.[2] ¿Quién contra nosotros?. En el cual estuvo en la canción “La Pasajera” junto a Indiomar, la cual fue una de las canciones más escuchadas del álbum, para que tiempo después Alex Zurdo aceptaría trabajar con él en el tema “Intentemos Algo (Remix)[4]”. También uno de los eventos que marcó su carrera fue ser invitado al tema La Resistencia PR de Redimi2, junto algunos exponentes de la isla con los que no había tenido la oportunidad de colaborar antes. Además, casi finalizando esta etapa fue invitado a un tema por el pastor Cash Luna que fue con varios exponentes de la música urbana y worship alrededor del mundo. Sus colaboraciones más significativas de esta era fueron: Goyo, Jay Kalyl, El Bima,[8] Almighty,[41] Peter Metivier, Josue Escogido, Madiel Lara,[18] Lizzy Parra,[10] Shammai,[21] Jaime Barceló, entre otros.
- Denme Break (mitades del 2020-finales del 2020): esta etapa fue a mitad de pandemia y empezó con el estreno del EP “Denme Break” [31] donde tuvo su primera colaboración con LEAD. Además uno de los temas más escuchados fueron “¿Hay Espacio?” y “Dicen” los cuales contaron con video oficial que se puede encontrar en YouTube. Y también fue invitado a uno de sus temas más escuchados “Pasará” [19] el cual es una combinación de reggaeton y reggae junto a Indiomar y Musiko.
- Step by Step (finales del 2020-mitades del 2021): el 25 de diciembre del 2021 sale el EP llamado “Step By Step” [32] de Gabriel, el cual tiene colaboraciones con Musiko, Manny Montes, Micky Medina, entre otros. En este EP también salió la canción “Por Encima”, la cual tiene justamente a los invitados de la canción La Resistencia PR exceptuando a Redimi2. Y por último, Gabriel tuvo la oportunidad de colaborar por primera vez con los artistas Borrero y Pauneto en el tema “Génesis” junto a Practiko.

- Agenda (mitades del 2021-finales del 2021): con el estreno de su primer álbum llamado “Agenda” [35] Gabriel colabora con artistas como Mirely Rosa y Pinto Picasso. Este álbum trata de conocer los sueños que tiene Gabriel y de entender como él cree que Dios quiere utilizarlo para cambiar muchas vidas. Después de estreno del álbum Gabriel le hizo dos remixes a temas de este álbum, el primero es “Energía (Remix)” junto a Musiko y Jay Kalyl, el segundo es “Apocalipsis (Remix)[9]” junto a Indiomar. También en esa etapa fue invitado para el primer álbum de CShalom, en la canción principal del álbum llamada “Paz” y pudo colaborar por primera vez con el veterano del género Travy Joe en el tema “Pal Que Confía”.

- Interludio[42] (finales del 2021-mitades del 2022): interludio fue el segundo álbum de Gabriel y este tuvo un de sus temas más populares “Ni Odio Ni Amor” el cual es una canción de desamor pero que muestra cómo Dios puede restaurar a una persona dañada por las malas relaciones. También tuvo la oportunidad de colaborar con los raperos dominicanos Natan el Profeta y Brayan Booz, los cuales ese mismo año habían sacado su primer álbum juntos llamado “Obra Maestra”. Gabriel fue invitado al álbum de Redimi2 “Rompiendo” en una de las canciones más escuchadas “777” junto a Madiel Lara. Y también fue invitado a un remix del álbum “Rojo”, la canción “Llama” junto a Mr. Yeison y Ander Bock, fue su primera colaboración con Funky.

- El Final De Mis Sueños (mitades del 2022-principios del 2023): para el año 2022 Gabriel preparó su álbum dividido en dos partes “EFDMS”. La primera parte salió el 26 de agosto y tuvo colaboraciones con Genock Gabriel, Dariann González y Redimi2.[12] Este álbum producido por Kaldtronik y Barajas incluye ritmos como el reggaeton, rap, pop, rock-punk, entre otros. La versión completa o extendida del álbum llamada “El Final De Mis Sueños (Deluxe)” salió el 4 de noviembre y entre las nuevas canciones hubo varios ft’s como: Niko Eme, Madiel Lara, Josh Gámez, Musiko, Indiomar, Lizzy Parra, entre otros. En esta época Gabriel fue invitado al tema de Redimi2 para el concierto del Rompiendo Fest llamado “100x35” y tuvo varias colaboraciones para diferentes sencillos o remixes los cuales fueron: Alexxander, Christian Ponce, Joeky Santana, Samuel Adorno, Pauneto, Alex Zurdo, etc.
- Otro Trance (principios del 2023-finales del 2023): para preparar lo que será el próximo concierto en el Coca-Cola Music Hall, Gabriel compuso la continuación directa de su EP Trance del 2018 hablando de temas como la ansiedad, soledad y temas relacionados con la salud mental, producido en su totalidad por Barajas. El EP tiene un sencillo adicional llamado “Mi Producto 2.0” producido por Kaldtronick y Barajas, siendo la continuación de su sencillo del mismo nombre que curiosamente también salió en el 2018. Y también el EP incluye una pequeña “Interrupción” como es nombrada en Spotify y en otras plataformas, el cual es un adelanto del próximo álbum de Gabriel “Efecto EMC” que se cree que saldrá antes del su concierto.

- Efecto EMC (finales del 2023-principios de 2024):

- DUAL - con Alex Zurdo (finales del 2024):  después de varios exitosos sencillos conjuntos, entre ellos “La pasajera” y “Lo que se va”, y una química musical innegable, Gabriel y Alex Zurdo decidieron hacer una producción elaborada. En entrevista con Billboard Español, ambos contaron que el proyecto surgió después de cinco días en un campamento de composición en Aguadilla, Puerto Rico, en el que seleccionaron las 10 canciones del álbum.[43]

## Próximos Proyectos
Hace unos meses Gabriel anunció por sus redes que pronto tendría su concierto individual en Puerto Rico en el “Coca Cola Music Hall” que será el 27 mayo por lo que para la preparación Gabriel ha dicho que sacará un EP y un álbum antes de esa fecha. El álbum, confirmado por sus productores, se llamará “Efecto EMC”, tendrá un promedio de 16 canciones y se espera que salga antes del concierto. 
Gabriel fue invitado al álbum de Peniel el Victorioso llamado “Kairos” para el Remix del tema “Uplifeted” junto al rapero puertorriqueño Manny Montes, hasta ahora no se ha confirmado la fecha de lanzamiento de este álbum. También fue invitado como colaboración al próximo álbum de Mr. Yeison en la canción “Poderoso” creada por el reconocido productor de República Dominica D-One. Gabriel estuvo hace tiempo en el estudio de Ritmo para una posible colaboración junto a Indiomar para el álbum de él. También se le vio junto a Alex Zurdo en las grabaciones de su próximo álbum “Conexión” para un posible tema producido por Barajas y Kaldtronik. Lo último en sacar Gabriel fue la canción “Te Quedaste” para el álbum musical de Brayan Booz.  
Por ahora Gabriel lanzó su último EP llamado “Otro Trance” el cual tiene una cantidad de 5 canciones y tiene un tema adicional el cual será la segunda parte de su sencillo “Mi Producto”, el cual salió el 14 de abril de este año.

## Premios y reconocimientos

### Premios Tu Música Urbano
| Año  | Categoría                          | Por                                                                                       | Resultado |
| ---- | ---------------------------------- | ----------------------------------------------------------------------------------------- | --------- |
| 2020 | Canción cristiana urbana           | «Intentemos algo (Remix)» (con Alex Zurdo)                                                | Nominados |
| 2023 | Top Canción Cristiana / Espiritual | «100 x 35» (Redimi2 con Alex Zurdo, Gabriel EMC, Christian Ponce, Joeky Santana, Borrero) | Nominado  |
| 2023 | Top Canción Cristiana / Espiritual | «Sigo aquí» (Gabriel EMC con Redimi2)                                                     | Nominado  |
| 2023 | Top Artista Cristiano / Espiritual | Gabriel EMC                                                                               | Nominado  |